# Rio Citarum
Rio Citarum (Walungan Citarum em sundanês) é um rio asiático que nasce nas encostas do Monte Wayang, na Ilha de Java, que segue o seu curso por mais de 300 km, até o Mar de Java, aonde se localiza a sua foz, e passa perto da capital da Indonésia, Jacarta.
O rio Citarum é considerado o rio mais poluído do mundo. A situação chocante fez com que o Banco Asiático de Desenvolvimento liberasse em dezembro de 2008 um fundo de 500 milhões de dólares para limpar o rio.

## História

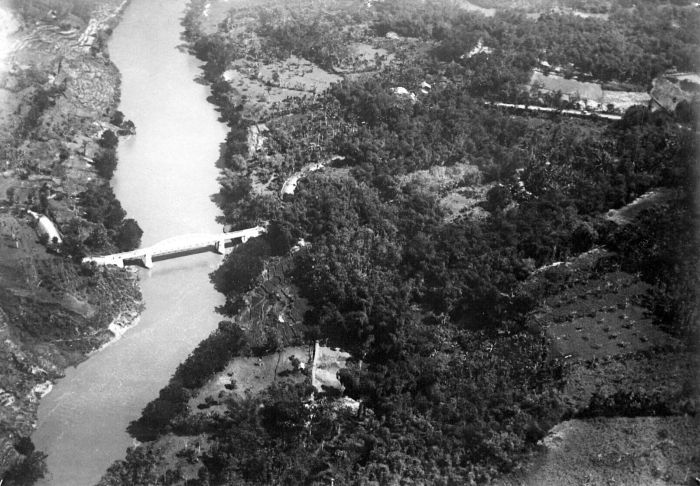
Ponte sobre o rio Citarum

Antigamente, o rio Citarum, servia para o sustento de muitas pessoas que moravam nas margens dele, em palafitas, como a venda de peixes e para o seu próprio sustento, onde pássaros buscavam comida e havia muitos visitantes. No passado, o rio contribuiu para a formação de vilarejos que coletavam água para a colheita de arroz por meio de canais de irrigação.

## Atualmente
O Rio Citarum está poluído, muito mais poluído do que o Tietê, aonde a população despeja o esgoto, e também mais poluído do que o Ganges, aonde tradicionalmente despeja além de esgotos, produtos químicos resultantes de indústrias têxteis e cadáveres provenientes dos rituais de cremação. O Rio Citarum é um exemplo do descaso do governo com o saneamento básico e pelo fato do país não ter nenhuma lei ambiental existente. Neste rio, há mais de 500 fábricas ao redor dele, sendo a maioria do ramo têxtil, que segundo leis internacionais, exigem tratamento específico para serem despejados sem prejudicar o meio ambiente, algo que não praticam, porque são despejados de forma natural, também, não há saneamento básico pelo fato de que qualquer trecho do rio, não há nenhuma estação de tratamento de esgoto, pelo fato de estar muito sujo. Nas fotos sobre o rio, se percebe a falta de despejo adequado do lixo, por tanto lixo existente. O Rio Citarum, de tão sujo que é, foi considerado por muitos, o rio mais poluído do mundo e um dos 15 lugares mais tóxicos de se viver junto com Chernobyl, na Ucrânia. O Rio Citarum ficou muito sujo pelo fato da Indonésia sofrer uma industrialização descontrolada nos anos 80.

## População
A população para continuar a sobreviver, passou da pescaria, para a caça do lixo, no qual serve para se sustentarem atualmente, e devido a pobreza da população e mais um descaso do governo, não têm acesso á água tratada, continuam a beber, a cozinhar e a se limparem com a água deste rio.